# グラマン マラード
グラマン マラード
Grumman G-73
- 用途：水陸両用旅客機
- 分類：飛行艇
- 製造者：グラマン
- 初飛行：1946年4月30日
- 生産数：59機
- 運用状況：現役

グラマン マラード（英語：Grumman G-73 "Mallard"）とは、アメリカ合衆国の航空機メーカーであるグラマン社が開発した双発水陸両用飛行機である。マラードとは日本語で「マガモ」の意である。

## 概要
グラマン　マラードが初飛行したのは1946年4月30日のことであった。1951年までに59機が製造された。オリジナルはレシプロエンジンのプラット・アンド・ホイットニー ワスプHが装着されていたが、ターボプロップエンジンに換装した機体もある。またマラードをさらに大型化した機体にグラマン アルバトロスがある。

## 民間航空運用
日本では、日東航空がマラード4機を導入し、大阪を中心としたローカル路線に就航させたことがあった。
アメリカ合衆国でマラードを運用していることで有名だったのは、チョークス・オーシャン・エアウェイズであった。チョークスはフロリダとバハマを結ぶ短距離国際線として就航しており、21世紀になっても飛行艇を運航している事で有名だった。また横浜～小笠原諸島への定期航空路を飛行艇で参入しようとした横浜国際航空が技術協力（グラマンのアルバトロスを予定）を求めたことでも日本で知られていた。
チョークス所有のマラードのうち、1947年製造のN2969が、2005年12月19日にマイアミを飛び立った直後に金属疲労による主翼の劣化のため墜落、乗員乗客20名全員が犠牲になる事故（チョークス・オーシャン・エアウェイズ101便墜落事故）を起こした。結局チョークスはこの事故が原因となって2007年に経営破綻、その年以降、民間の航空会社による飛行艇の運用は行われていない。

## 機体性能
- 操縦乗員: 2名
- 全長: 14.7 m
- 全幅: 20.3 m
- 航続距離: 1120 nautical miles (2070 km)
- エンジン:　Pratt & Whitney Wasp H 550 馬力 (410 kW) 双発
- 機体価格: $115,000

## 軍用オペレーター
- エジプト